# گریمزبی (فیلم)
گریمزبی (به انگلیسی: Grimsby) (در آمریکا و کانادا تحت عنوان برادران گریمزبی منتشر شده‌است) فیلمی در ژانر کمدی به کارگردانی لویس لتریر است که در سال ۲۰۱۶ منتشر شد.
این فیلم نقدهای ضد و نقیصی دریافت کرد و نتوانست هزینه‌های ساخت خود را برگرداند، در نهایت با شکست تجاری مواجه شد.

## داستان فیلم
داستان فیلم دربارهٔ دوبرادر به نام‌های نوبی (ساشا بارون کوهن) و سباستین (مارک استرانگ) است. نوبی که در کودکی برادرش را از دست داده بود بعد از سالها او را پیدا می‌کند. این دیدار باعث اتفاقات و در آخر نجات جهان می‌شود.